# Pedra do Altar
A Pedra do Altar, também conhecida como Morro do Altar, é uma formação rochosa localizada à esquerda do Pico das Agulhas Negras, na Serra da Mantiqueira, e suas coordenadas são 22° 22' 24" S 44° 40' 22" O. A elevação atinge a marca de 2.665 metros, e é a décima primeira mais alta do país.
Seu nome advém do fato de se assemelhar a um altar, e a rocha possui nove vias de escalada de diferentes graduações. Também é possível chegar ao topo do altar através de uma caminhada de nível médio de cerca de 6 km até o topo. É uma caminhada simples e muito interessante, proporcionando visual completo do Pico das Agulhas Negras, do Morro do Couto e da Asa de Hermes.
A trilha oferece diversos atrativos: vista da área da nascente do rio Campo Belo, vista das Prateleiras, vista bastante aproximada da face sul do Maciço das Agulhas Negras e da Asa de Hermes. Vista da área da nascente do rio Aiuruoca, além de uma visão panorâmica da baixada do planalto do Itatiaia.